# Paul Fleming
Paul Fleming (Hartenstein, 5 de octubre de 1609 - 2 de abril de 1640 ) fue un poeta y médico alemán del Barroco perteneciente a la Primera escuela de Silesia.

## Vida
A los cinco años fue llevado a una escuela de Leipzig; allí estudió luego medicina. En 1634 acompañó al duque Federico de Holstein-Gottorp a una embajada a Rusia y Persia y volvió en 1639. Fue el sucesor de Martin Opitz y como él gustó de las formas esmeradas de versificación, pero se inclinó a seguir más a los italianos que a los franceses como modelo. Destaca especialmente en los sonetos y en la temática religiosa. Sus Teutsche Poemata aparecieron póstumos en 1642; también escribió numerosos poemas en latín. 

## Obra

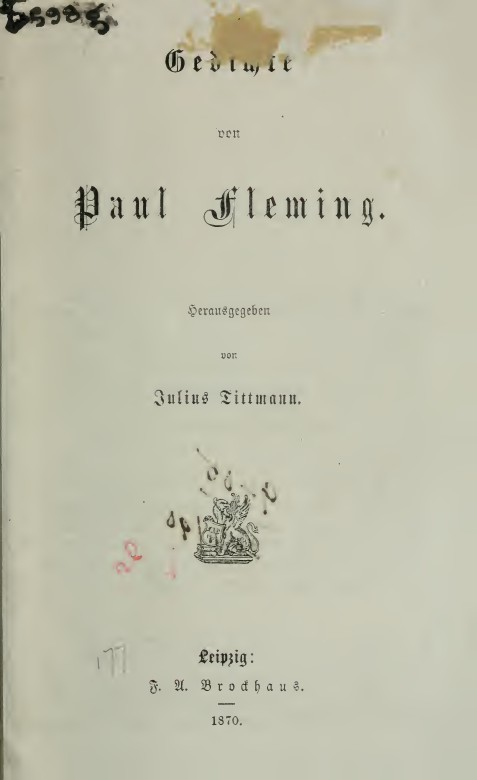
Gedichte (1870)

Fleming escribió el himno en nueve estrofas "In allen meinen Taten" (En todas mis acciones) sobre la melodía de "O Welt, ich muss dich lassen" de Heinrich Isaac, que está recogida en un gran número de himnarios. Johann Sebastian Bach utilizó la estrofa final para concluir las cantatas Meine Seufzer, meine Tränen, BWV 13 y Sie werden euch in den Bann tun, BWV 44. Asimismo, el himno completo es la base de la cantata coral In allen meinen Taten, BWV 97.
Entre su producción se pueden destacar las siguientes obras:
- Rubella seu Suaviorum Liber, 1631.
- Klagegedichte über das unschüldigste Leiden undt Tod unsers Erlösers Jesu Christi, 1632.
- Poetischer Gedichten … Prodomus, 1641.
- Teutsche Poemata, 1646. 
  - Geist- und Weltliche Poemata, 1651. Título de Teutsche Poemata en ediciones posteriores a partir de 1651.
- "In allen meinen Taten", este himno aparece publicado en Evangelischen Gesangbuch (EG 368).